# Saint-Léger-les-Vignes
Saint-Léger-les-Vignes é uma comuna francesa na região administrativa do País do Loire, no departamento de Loire-Atlantique. Estende-se por uma área de 6.49 km². Em 2010 a comuna tinha 1 934 habitantes (densidade: 298 hab./km²).